# カステッレット・ウッツォーネ
カステッレット・ウッツォーネ（伊: Castelletto Uzzone）は、イタリア共和国ピエモンテ州クーネオ県にある、人口約300人の基礎自治体（コムーネ）。

## 地理

### 位置・広がり
トリノの南東およそ70 km、クーネオの東およそ50 kmに位置する。

#### 隣接コムーネ
隣接するコムーネは以下の通り。括弧内のSVはサヴォーナ県所属を示す。
- デーゴ (SV)
- ゴッタセッカ
- レーヴィチェ
- ペッツォーロ・ヴァッレ・ウッツォーネ
- ピアーナ・クリージア (SV)
- プルネット

## 行政

### 分離集落
カステッレット・ウッツォーネには、以下の分離集落（フラツィオーネ）がある。
- San Michele, Scaletta Uzzone